# Jim Ward (concepteur de jeux)
Pour les articles homonymes, voir Jim Ward (homonymie) et Ward.
James M. Ward, dit Jim Ward, né le 23 mai 1951 et mort le 18 mars 2024,,, est un concepteur de jeux et auteur de fantasy américain.

## Biographie

### Carrière
Jim Ward est surtout connu pour les suppléments et les ouvrages qu'il a publié pour TSR, où il a travaillé plus de 20 ans (à partir du milieu des années 1970, puis à plein temps à partir de 1980) et pour qui il a aussi réalisé une bonne douzaine de livres-jeux ainsi que le jeu de cartes à collectionner Spellfire. Il a fini vice-président des services créatifs, mais a quitté TSR en raison de désaccords sur la façon dont l'entreprise a géré sa crise liée aux ventes de livres en 1996:30.
Entre 2000 et 2005, il est président de Fast Forward Entertainment, une société de développement de jeux indépendante qu'il a co-fondée:351,. À la fin des années 2000, il rejoint l'éditeur Troll Lord Games, produit plusieurs suppléments pour — et est promu éditeur du magazine The Crusader Journal consacré à — leur jeu Castles & Crusades:382. À partir de 2013, il écrit pour Gygax Magazine.

### Récompenses et honneurs
En 1989, Ward est intronisé à l’Academy of Adventure Gaming Arts & Design Hall of Fame.
Le personnage de Donjons et Dragons Drawmij a été nommé ainsi en son honneur ; « Drawmij » est simplement l'anacyclique de « Jim Ward ». On peut apercevoir Jim Ward au début de la vidéo tutorielle du jeu de plateau Dragon Strike : c'est l'homme qui reçoit une gifle en pleine figure à la réception royale.

### Vie personnelle
Né le 23 mai 1951, Jim Ward épouse Janean en 1973 ; ils auront trois enfants, Breck, James et Theon,.
En 2010, il reçoit un diagnostic de trouble neurologique grave qui requiert un traitement qui lui sera dispensé par la Mayo Clinic. Son ami Tim Kask (en), éditeur et auteur dans l'industrie du jeu de rôle, l'aide à lever des fonds afin de couvrir une partie de ses frais médicaux.
Il meurt le 18 mars 2024 à l'âge de 72 ans.

## Œuvres choisies

### Fiction
- Dragonsword of Lankhmar (TSR, 1986), coffret « Voleurs et Assassins » (Solar, 1987)[15], une paire de livres-jeux mettant en vedettes Fafhrd et le Souricier Gris, les personnages de Fritz Leiber.
- Série Pool, « La Trilogie des héros de Phlan » en français.

1. Pool of Radiance (en) (TSR, 1989), « La Fontaine de lumière » (Fleuve noir, 1994), avec Jane Cooper Hong, un roman situé dans les Royaumes oubliés dérivé de Pool of Radiance, le jeu pour ordinateur.
2. Pools of Darkness (en) (TSR, 1992), « Les Fontaines de ténèbres » (Fleuve noir, 1994), avec Anne K. Brown.
3. Pool of Twilight (en) (TSR, 1993), « La Fontaine de pénombre » (Fleuve noir, 1994), avec Anne K. Brown.

- Midshipwizard Halcyon Blithe (Tor Books, 2005).
- Dragonfrigate Wizard Halcyon Blithe (Tor Books, 2006).
- Sete-Ka's Dream Quest (Margaret Weis Productions, 2006).
- Time Twisters Anthology (Daw Books, 2006).
- The Curse of Time (Margaret Weis Productions, 2007).

### Jeux de rôle
Note : liste établie à partir de ces sources,.
- Metamorphosis Alpha (en) (TSR, 1976), le premier jeu de rôle de science-fiction.
- Gods, Demi-Gods & Heroes (en), avec Robert J. Kuntz (TSR, 1976), un des premiers suppléments de règles pour l'édition originale de Donjons & Dragons.
- Gamma World (en), avec Gary Jaquet (TSR, 1978), le premier jeu de rôle dans le sous-genre post-apocalyptique.
- Deities & Demigods (en), avec Robert J. Kuntz (TSR, 1980), un ouvrage de base pour la 1re édition de Advanced Dungeons & Dragons présentant un matériau similaire à celui de Gods, Demi-Gods & Heroes.
- The Mansion of Mad Professor Ludlow (TSR, 1980)[18].
- Greyhawk Adventures (en) (TSR, 1988), un ouvrage de ressources pour le décor de campagne situé dans le Monde de Faucongris.
- Metamorphosis Alpha 4th Edition (Mudpuppy Games, 2006).
- Towers of Adventure (Troll Lord Games, 2008), une boîte de résumé pour le jeu Castles & Crusades[19].
- Tainted Lands (Troll Lord Games, 2010), une boîte d'expansion à thématique dark horror pour le jeu Castles & Crusades.
- Beneath the Dome (Troll Lord Games, 2013), une suite d'aventures  pour le jeu Castles & Crusades.
- Gods and Monsters (Troll Lord Games, 2014), un ouvrage sur les dieux et monstres de mythologies variées pour le jeu Castles & Crusades.
- 77 Worlds RPG (Firesidecreations.com, 2014), un jeu de rôle et un décor de campagne post-apocalyptique utilisant le Ward Card System (WCS)[20]. 77 Lost Worlds RPG fait partie de la série de jeux de rôle Apocalyptic Space.
- The Starship Warden (Troll Lord Games, 2021).

### Jeux de cartes à jouer et à collectionner
- Spellfire (TSR, 1994)[6].
- Jeu de cartes à collectionner Dragon Ball Z (en) (Panini America, 2000)[6].